# Rallye de Grande-Bretagne 1974
Le Rallye de Grande-Bretagne 1974 (30th Lombard RAC Rally), disputé du 16 au 20 novembre 1974, est la vingtième manche du championnat du monde des rallyes (WRC) courue depuis 1973 et la septième manche du championnat 1974.

## Contexte avant la course

### Le championnat du monde
Amputé de trois manches à cause du premier choc pétrolier, le Championnat Mondial des Rallyes pour Marques ne compte que huit épreuves à son calendrier contre treize l'année précédente, les épreuves suédoise, néo-zélandaise et grecque ayant été annulées. Le 'RAC', qui se dispute quinze jours après le 'Press on Regardless', est l'avant-dernier rallye de la saison. Les épreuves du championnat sont réservées aux voitures des catégories suivantes :
- Groupe 1 : voitures de tourisme de série
- Groupe 2 : voitures de tourisme spéciales
- Groupe 3 : voitures de grand tourisme de série
- Groupe 4 : voitures de grand tourisme spéciales

L'homologation récente de la Lancia Stratos en groupe 4 a changé la donne du championnat, ayant permis à la Scuderia Lancia d'obtenir deux victoires (Italie et Canada) et de revenir à un point de Fiat, seul constructeur disputant l'intégralité des épreuves, à qui le titre 1974 semblait acquis.

### L'épreuve

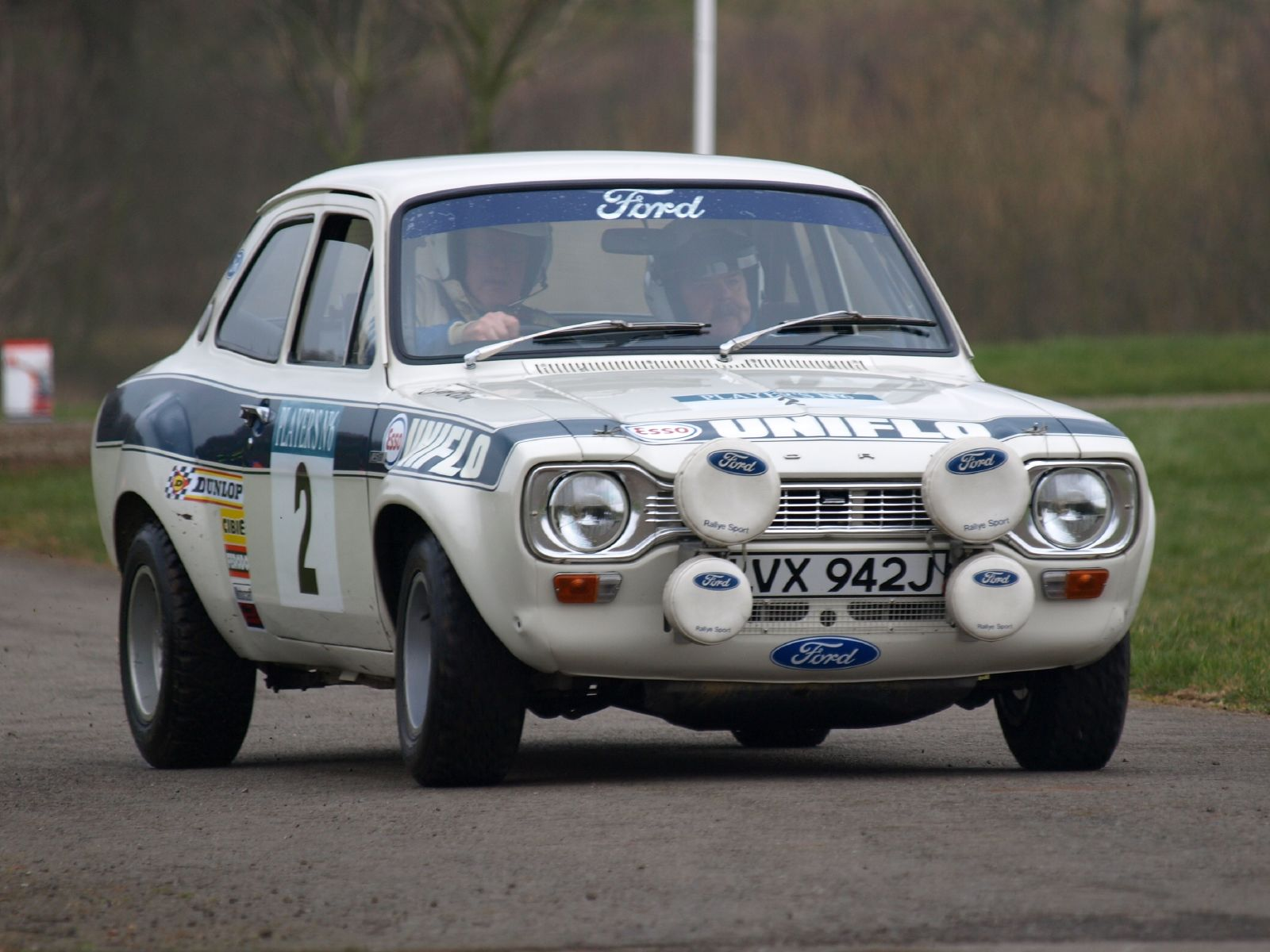
Les éditions 1972 et 1973 du RAC furent remportée par une Ford Escort RS1600 (ici lors d'une épreuve historique).

Le rallye de Grande-Bretagne (RAC Rally), organisé par le Royal Automobile Club, fut créé en 1932 et était à l'origine une épreuve de maniabilité et d'orientation. Il évolua en 1937, avec l'apparition d'un classement officiel, mais ne devint une véritable épreuve de vitesse qu'à partir de 1960. En raison de l'interdiction de toute forme de compétition automobile sur le réseau routier britannique, les épreuves chronométrées se disputent sur des chemins privés ou dans des parcs, seul le parcours de liaison se déroulant sur route. L'itinéraire est tenu secret jusqu'au départ, interdisant les reconnaissances. Les pilotes nordiques, qui disputent régulièrement les rallyes d'outre-manche, s'y sont régulièrement imposés depuis 1960, seul le pilote anglais Roger Clark, vainqueur en 1972 sur Ford Escort RS1600, ayant mis fin à leur domination. Le pilote finlandais Timo Mäkinen remporta l'épreuve en 1973 sur un modèle identique.

## Le parcours
- départ : 16 novembre 1974 de York
- arrivée : 20 novembre 1974 à York

Le départ et l'arrivée de chaque étape sont donnés à York.

- distance : 2 218 km comprenant 78 épreuves spéciales (84 épreuves initialement prévues)
- surface : terre
- Parcours divisé en trois étapes[2]

### Première étape
- York - York (Angleterre et pays de Galles), du 16 au 17 novembre

### Deuxième étape
- York - York (Angleterre et Écosse), du 18 au 19 novembre

### Troisième étape
- York - York (Yorkshire), le 20 novembre

## Les forces en présence
- Fiat

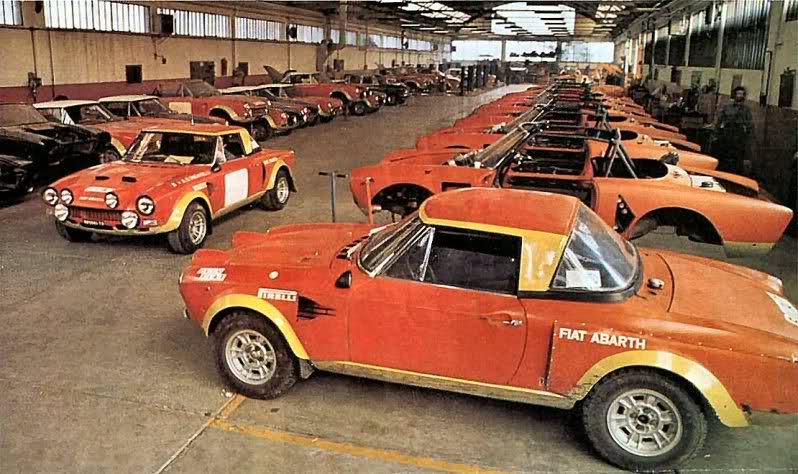
L'atelier de préparation des Fiat Abarth, à Turin.

Fiat Rally a engagé quatre spiders 124 Abarth (1750 cm3, 190 chevaux, environ 900 kg). Pour cette épreuve spécifique, Fiat a confié trois de ses voitures à des pilotes nordiques : Rauno Aaltonen, Leo Kinnunen et Ingvar Carlsson. La quatrième est pilotée par Alcide Paganelli. Exceptionnellement, Markku Alén ne court pas pour cette équipe, le Finlandais étant en contrat avec Ford pour les manches du championnat britannique. Les spiders 124 ne sont pas favoris sur ce rallye, mais le constructeur espère néanmoins terminer à une place d'honneur afin de renforcer sa première place au championnat du monde.
- Lancia

La Scuderia Lancia aligne une Stratos groupe 4 à moteur 12 soupapes (V6, 2400 cm3, 250 chevaux) pour son pilote de pointe Sandro Munari, ainsi que deux coupés Beta 1800 cm3 (une version groupe 4 seize soupapes, 180 chevaux pour Amilcare Ballestrieri, une version groupe 2 huit soupapes, 160 chevaux pour Simo Lampinen).
- Ford

Ford a engagé quatre Escort RS1600 groupe 2 (2 litres, 235 ch à 8200 tr/min, environ 800 kg) pour cette épreuve. Ces voitures, confiées à Timo Mäkinen, Hannu Mikkola, Roger Clark et Markku Alén, sont les favorites de la course, ayant remporté les deux dernières éditions. En plus des quatre voitures officielles, de nombreux pilotes privés disposent de modèles identiques, tels Pentti Airikkala, Billy Coleman ou Tony Fowkes. En tout, les Ford Escort représentent près d'un tiers du plateau.
- Saab

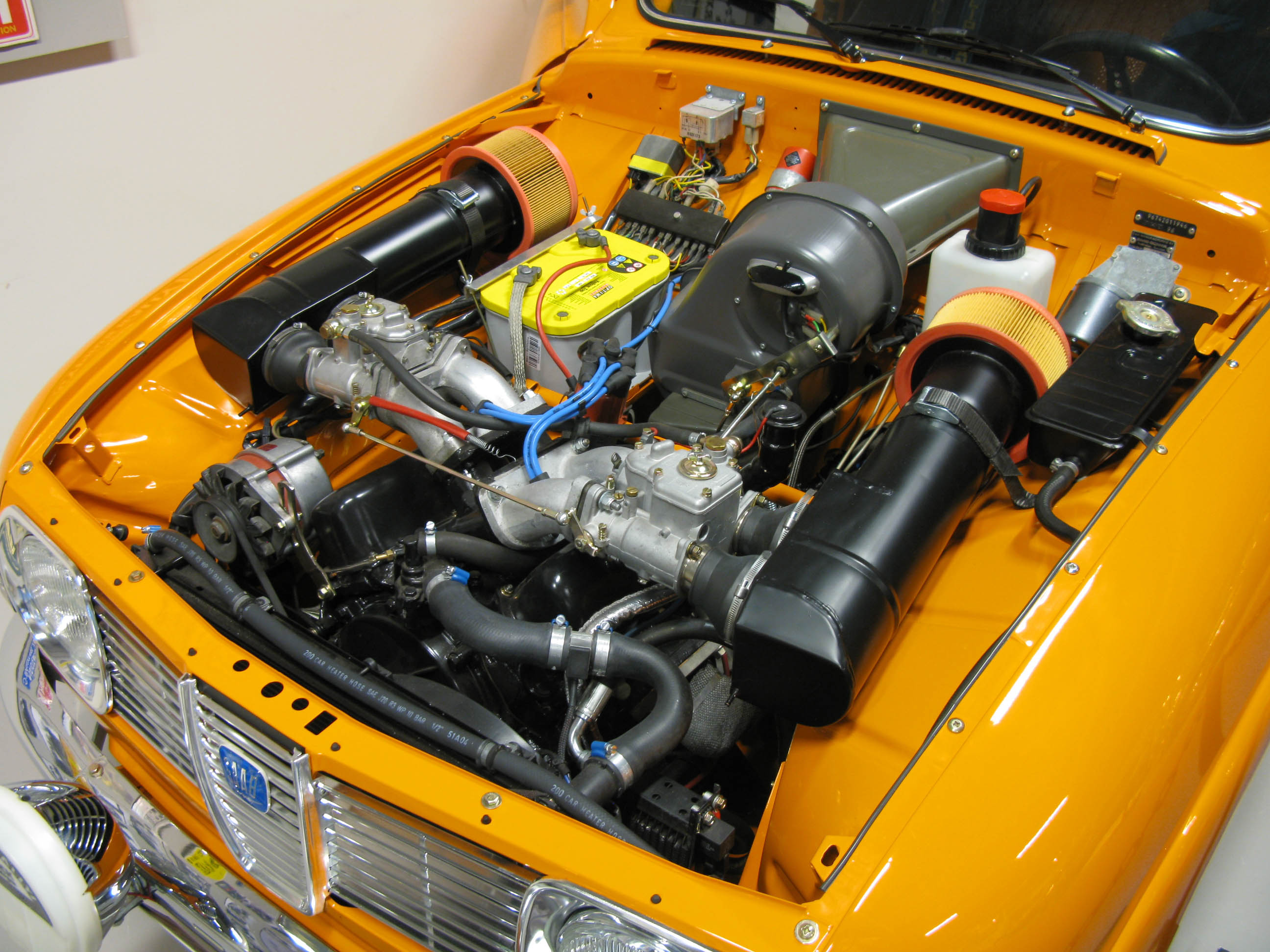
La Saab 96 groupe 2, équipée d'un moteur Ford V4 de 170 chevaux.

Le constructeur suédois a amené trois modèles 96 groupe 2 (environ 1100 kg, moteur Ford V4 de 1850 cm3, 170 chevaux) pour Stig Blomqvist, Per Eklund et Tapio Rainio. Très robustes, ces voitures compensent leur puissance modeste par une excellente motricité sur les pistes britanniques, et peuvent contester la suprématie des Ford Escort si les conditions de course sont difficiles (boue, neige ou verglas).
- Volvo

Toujours très à l'aise dans les forêts britanniques, le pilote suédois Per-Inge Walfridsson s'aligne à nouveau au volant d'une Volvo 142 S groupe 2 préparée par l'usine, une voiture avec laquelle il avait obtenu la quatrième place l'année précédente.
- Opel

Opel Allemagne a engagé deux Ascona groupe 2 préparées par Irmscher (2 litres, environ 190 chevaux, 1050 kg), confiées à Walter Röhrl et Lars Carlsson. Les concessionnaires britanniques ont également engagé deux voitures du même type pour Tony Fall et Tony Pond.
- Toyota

Toyota Europe a engagé deux Corolla 1600 groupe 2 (1600 cm3, 175 chevaux pour Björn Waldegård et Ove Andersson. Visant la Coupe des Dames, Pat Moss-Carlsson dispose d'une Celica groupe 2 équipée d'un moteur identique.
- Datsun

Datsun Dealers a engagé trois coupés Violet groupe 2 pour Harry Källström, Chris Slater et Paul Faulkner.

## Déroulement de la course

### Première étape
Le départ de la course est donné de York dans la matinée du samedi 16 novembre. Les 190 concurrents prennent la direction du pays de Galles où vont se dérouler la plupart des épreuves spéciales de la première étape. C'est tout d'abord Hannu Mikkola (Ford Escort) qui prend la direction des opérations, mais le pilote finlandais se fait bientôt dépasser par Sandro Munari et sa Lancia Stratos. Mikkola tente de résister mais une crevaison lui fait perdre le contact avec le pilote italien. Son coéquipier Timo Mäkinen prend alors la seconde place et revient sur Munari qui, malade, lui cède la première place en milieu d'étape. Mikkola vient alors d'abandonner, ayant perdu une roue à cause du cisaillement des goujons. Stig Blomqvist, qui a effectué a effectué un tonneau avec sa Saab en début d'épreuve, a pu repartir et tente de rattraper son retard. Parmi les favoris, Roger Clark (Escort) a quant à lui perdu toute chance de victoire à cause d'une sortie de route dans la quinzième épreuve spéciale, concédant douze minutes aux leaders de la course. Lorsqu'il rejoint York le dimanche, Mäkinen s'est construit une avance de quatre minutes sur Munari. Très régulier, Walfridsson termine cette première étape en troisième position au volant de sa Volvo, devançant la Toyota de Björn Waldegård et la Saab de Blomqvist. Plus de soixante concurrents ont abandonné au cours de ces deux premières journées, dont Markku Alén (Ford Escort), sur panne de pompe à eau. 
| Pos. | Pilote               | Copilote         | Voiture             | Écart   | Groupe |
| ---- | -------------------- | ---------------- | ------------------- | ------- | ------ |
| 1    | Timo Mäkinen         | Henry Liddon     | Ford Escort RS1600  |         | 2      |
| 2    | Sandro Munari        | Piero Sodano     | Lancia Stratos HF   | + 4 min | 4      |
| 3    | Per-Inge Walfridsson | John Jensen      | Volvo 142 S         |         | 2      |
| 4    | Björn Waldegård      | Hans Thorszelius | Toyota Corolla 1600 |         | 2      |
| 5    | Stig Blomqvist       | Hans Sylvan      | Saab 96 V4          |         | 2      |

### Deuxième étape
Les 129 équipages rescapés repartent de York le lundi matin, cette fois en direction du nord, la majorité des secteurs chronométrés étant en Écosse. Les conditions hivernales conviennent aux Saab, et Blomqvist en profite pour remonter en seconde position, devançant Munari dont la troisième place satisfait pleinement la Scuderia Lancia dans la course au titre mondial, les équipages Fiat ayant rencontré des problèmes et n'étant pas en mesure de marquer des points au championnat. Moins heureux que son coéquipier Blomqvist, Per Eklund a dû abandonner après un spectaculaire tonneau. Mäkinen ne connaît aucun problème au cours de cette deuxième étape, et rejoint York le mardi avec une confortable avance sur Blomqvist et Munari. Walfridsson, dont l'imposante Volvo n'est pas particulièrement adaptée aux pistes enneigées ou verglacées, est quatrième, non loin de Munari.
| Pos. | Pilote               | Copilote         | Voiture             | Groupe |
| ---- | -------------------- | ---------------- | ------------------- | ------ |
| 1    | Timo Mäkinen         | Henry Liddon     | Ford Escort RS1600  | 2      |
| 2    | Stig Blomqvist       | Hans Sylvan      | Saab 96 V4          | 2      |
| 3    | Sandro Munari        | Piero Sodano     | Lancia Stratos HF   | 4      |
| 4    | Per-Inge Walfridsson | John Jensen      | Volvo 142 S         | 2      |
| 5    | Björn Waldegård      | Hans Thorszelius | Toyota Corolla 1600 | 2      |

### Troisième étape
La dernière boucle se déroule entièrement dans le Yorkshire, le mercredi. Cette dernière étape, relativement courte, ne devait être qu'une simple formalité pour Mäkinen, qui dispose d'une confortable avance sur Blomqvist. Mais peu avant le départ, le pilote découvre que l'embrayage de l'Escort est hors d'usage ! Les mécaniciens de l'équipe Ford vont faire des miracles pour le remplacer sans trop pénaliser le pilote et parviennent à préserver sa première place, l'opération s'effectuant en seulement trente-cinq minutes. Malgré le forcing de Blomqvist, qui se montre une nouvelle fois le plus rapide sur les tronçons enneigés, Mäkinen garde l'avantage et remporte pour la deuxième fois l'épreuve, devançant Blomqvist d'1 min 40 s à l'arrivée. Grâce à la troisième place de Munari, Lancia reprend la tête du championnat du monde à Fiat. Une sortie de route a fait perdre trois minutes et la quatrième place à Walfridsson, devancé par la Toyota de Waldegård et l'Opel Ascona de Walter Röhrl.

### Classement général
| Pos | No | Pilote               | Copilote         | Voiture             | Temps           | Écart         | Groupe |
| --- | -- | -------------------- | ---------------- | ------------------- | --------------- | ------------- | ------ |
| 1   | 1  | Timo Mäkinen         | Henry Liddon     | Ford Escort RS1600  | 8 h 02 min 39 s |               | 2      |
| 2   | 2  | Stig Blomqvist       | Hans Sylvan      | Saab 96 V4          | 8 h 04 min 19 s | + 1 min 40 s  | 2      |
| 3   | 3  | Sandro Munari        | Piero Sodano     | Lancia Stratos HF   | 8 h 11 min 55 s | + 9 min 16 s  | 4      |
| 4   | 9  | Björn Waldegård      | Hans Thorszelius | Toyota Corolla 1600 | 8 h 13 min 54 s | + 11 min 15 s | 2      |
| 5   | 4  | Walter Röhrl         | Jochen Berger    | Opel Ascona         | 8 h 15 min 52 s | + 13 min 13 s | 2      |
| 6   | 6  | Per-Inge Walfridsson | John Jensen      | Volvo 142 S         | 8 h 16 min 09 s | + 13 min 30 s | 2      |
| 7   | 5  | Roger Clark          | Tony Mason       | Ford Escort RS1600  | 8 h 19 min 06 s | + 16 min 27 s | 2      |
| 8   | 23 | Billy Coleman        | Dan O'Sullivan   | Ford Escort RS1600  | 8 h 20 min 29 s | + 17 min 50 s | 2      |
| 9   | 20 | Chris Slater         | Martin Holmes    | Datsun Violet 160J  | 8 h 21 min 56 s | + 19 min 17 s | 2      |
| 10  | 11 | Simo Lampinen        | Sölve Andreasson | Lancia Beta Coupé   | 8 h 21 min 56 s | + 19 min 18 s | 2      |

### Hommes de tête
- ES1 à ES6 :  Hannu Mikkola -  John Davenport (Ford Escort RS1600)
- ES7 à ES17 :  Sandro Munari -  Piero Sodano (Lancia Stratos HF)
- ES18 à ES84 :  Timo Mäkinen -  Henry Liddon (Ford Escort RS1600)

### Vainqueurs d'épreuves spéciales
- Stig Blomqvist -  Hans Sylvan (Saab 96 V4) : 26 spéciales (ES 7, 8, 15, 19, 36 à 38, 40, 42, 45, 54, 59 à 61, 64, 66, 68, 70, 71, 73, 75, 76, 78 à 80, 82)
- Timo Mäkinen -  Henry Liddon (Ford Escort RS1600) : 14 spéciales (ES 13, 21, 22, 24, 33, 46, 49, 55 à 57, 63, 69, 74, 81)
- Sandro Munari -  Piero Sodano (Lancia Stratos HF) : 12 spéciales (ES 3, 5, 6, 8, 10 à 12, 39, 43, 74, 77, 84)
- Roger Clark -  Tony Mason (Ford Escort RS1600) : 8 spéciales (ES 48, 50 à 53, 64, 72, 83)
- Pentti Airikkala -  - Heikki Haaksiala (Ford Escort RS1600) : 5 spéciales (ES 18, 23, 24, 41, 42)
- Nigel Rockey -  Ron Channon (Ford Escort RS1600) : 5 spéciales (ES 29, 30, 32, 62, 63)
- Hannu Mikkola -  John Davenport (Ford Escort RS1600) : 3 spéciales (ES 1, 2, 11)
- Tony Fowkes -  Bryan Harris (Ford Escort RS1600) : 3 spéciales (ES 20, 22, 25)
- Chris Slater -  Martin Holmes (Datsun Violet 160J) : 2 spéciales (ES 29, 35)
- Per-Inge Walfridsson -  John Jensen (Volvo 142 S) : 1 spéciale (ES 9)
- Björn Waldegård -  Hans Thorszelius (Toyota Corolla 1600) : 1 spéciale (ES 14)
- Leo Kinnunen -  Atso Aho (Fiat 124 Abarth Spider) : 1 spéciale (ES 16)
- Ove Andersson -  Arne Hertz (Toyota Corolla 1600) : 1 spéciale (ES 26)
- Wolfgang Hauck -  Hermann Weidmann (Porsche Carrera RS) : 1 spéciale (ES 27)
- Ingvar Carlsson -  Bo Reinicke (Fiat 124 Abarth Spider) : 1 spéciale (ES 28)
- Heikki Enomaa -  Matti Honkavaara (BMW 2002) : 1 spéciale (ES 28)
- Walter Röhrl -  Jochen Berger (Opel Ascona) : 1 spéciale (ES 34)
- Jimmy McRae -  Les Marshall (Ford Escort RS1600) : 1 spéciale (ES 63)
- Per Eklund -  Björn Cederberg (Saab 96 V4) : 1 spéciale (ES 65)
- Murray Grierson -  Roger Anderson (Ford Escort TwinCam) : 1 spéciale (ES 67)

## Résultats des principaux engagés
| No  | Pilote                | Copilote          | Voiture                 | Groupe | Classement général                          | Class. groupe |
| --- | --------------------- | ----------------- | ----------------------- | ------ | ------------------------------------------- | ------------- |
| 1   | Timo Mäkinen          | Henry Liddon      | Ford Escort RS1600      | 2      | 1er                                         | 1er           |
| 2   | Stig Blomqvist        | Hans Sylvan       | Saab 96 V4              | 2      | 2e à 1 min 40 s                             | 2e            |
| 3   | Sandro Munari         | Piero Sodano      | Lancia Stratos HF       | 4      | 3e à 9 min 16 s                             | 1er           |
| 4   | Walter Röhrl          | Jochen Berger     | Opel Ascona             | 2      | 5e à 13 min 13 s                            | 4e            |
| 5   | Roger Clark           | Tony Mason        | Ford Escort RS1600      | 2      | 7e à 16 min 27 s                            | 6e            |
| 6   | Per-Inge Walfridsson  | John Jensen       | Volvo 142 S             | 2      | 6e à 13 min 30 s                            | 5e            |
| 7   | Per Eklund            | Björn Cederberg   | Saab 96 V4              | 2      | ab. dans 2e étape (différentiel)            | -             |
| 8   | Rauno Aaltonen        | Paul Easter       | Fiat 124 Abarth Spider  | 4      | 12e à 23 min 53 s                           | 2e            |
| 9   | Björn Waldegård       | Hans Thorszelius  | Toyota Corolla 1600     | 2      | 4e à 11 min 15 s                            | 3e            |
| 10  | Hannu Mikkola         | John Davenport    | Ford Escort RS1600      | 2      | ab. dans 16e spéciale (goujons)             | -             |
| 11  | Simo Lampinen         | Sölve Andreasson  | Lancia Beta Coupé       | 2      | 10e à 19 min 18 s                           | 9e            |
| 12  | Tony Fall             | Mike Broad        | Opel Ascona             | 2      | ab. dans 3e spéciale (transmission)         | -             |
| 13  | Harry Källström       | Claes Billstam    | Datsun Violet 160J      | 2      | 15e à 28 min 52 s                           | 12e           |
| 14  | Ove Andersson         | Arne Hertz        | Toyota Corolla 1600     | 2      | ab. dans 45e spéciale (fusée de suspension) | -             |
| 15  | Markku Alén           | Paul White        | Ford Escort RS1600      | 2      | ab. dans 1re étape (pompe à eau)            | -             |
| 16  | Leo Kinnunen          | Atso Aho          | Fiat 124 Abarth Spider  | 4      | 14e à 27 min 32 s                           | 3e            |
| 17  | Tapio Rainio          | Klaus Lehto       | Saab 96 V4              | 2      | 13e à 25 min 19 s                           | 11e           |
| 18  | Lars Carlsson         | Bob de Jong       | Opel Ascona             | 2      | ab. dans 1re étape (boîte de vitesses)      | -             |
| 19  | Amilcare Ballestrieri | Geraint Phillips  | Lancia Beta Coupé       | 4      | ab. dans 10e spéciale (moteur)              | -             |
| 20  | Chris Slater          | Martin Holmes     | Datsun Violet 160J      | 2      | 9e à 19 min 17 s                            | 8e            |
| 21  | Alcide Paganelli      | ‘Ninni’ Russo     | Fiat 124 Abarth Spider  | 4      | 24e à 46 min 25 s                           | 5e            |
| 22  | Brian Culcheth        | Johnstone Syer    | Triumph Dolomite Sprint | 2      | ab. dans 10e spéciale (accident)            | -             |
| 23  | Billy Coleman         | Dan O'Sullivan    | Ford Escort RS1600      | 2      | 8e à 17 min 50 s                            | 7e            |
| 24  | Pentti Airikkala      | Heikki Haaksiala  | Ford Escort RS1600      | 2      | ab. dans 48e spéciale (moteur)              | -             |
| 27  | Tony Pond             | Mike Wood         | Opel Ascona             | 2      | ab. dans 2e étape (joint de culasse)        | -             |
| 31  | Tony Fowkes           | Bryan Harris      | Ford Escort RS1600      | 2      | ab. dans 2e étape (moteur)                  | -             |
| 32  | Will Sparrow          | Ron Crellin       | Vauxhall Magnum coupé   | 1      | 16e à 30 min 35 s                           | 1er           |
| 34  | Paul Faulkner         | Monty Peters      | Datsun Violet 160J      | 2      | 20e à 39 min 23 s                           | 15e           |
| 37  | Pat Moss-Carlsson     | Elizabeth Crellin | Toyota Celica           | 2      | ? à 1 h 03 min 17 s                         | ?             |
| 40  | Heikki Enomaa         | Matti Honkavaara  | BMW 2002                | 2      | ab. dans 33e spéciale (transmission)        | -             |
| 44  | Jimmy McRae           | Les Marshall      | Ford Escort RS1600      | 2      | 18e à 36 min 48 s                           | 13e           |
| 46  | Nigel Rockey          | Ron Channon       | Ford Escort RS1600      | 2      | 11e à 19 min 41 s                           | 10e           |
| 47  | Ingvar Carlsson       | Bo Reinicke       | Fiat 124 Abarth Spider  | 4      | ab. dans 60e spéciale (accident)            | -             |
| 85  | Wolfgang Hauck        | Hermann Weidmann  | Porsche Carrera RS      | 4      | 17e à 36 min 12 s                           | 4e            |
| 102 | Murray Grierson       | Roger Anderson    | Ford Escort TwinCam     | 2      | ab. dans 3e étape                           | -             |

## Classement du championnat à l'issue de la course
- attribution des points : 20, 15, 12, 10, 8, 6, 4, 3, 2, 1 respectivement aux dix premières marques de chaque épreuve (sans cumul, seule la voiture la mieux classée de chaque constructeur marque des points)
- seuls les six meilleurs résultats (sur huit épreuves) sont retenus pour le décompte final des points[3].

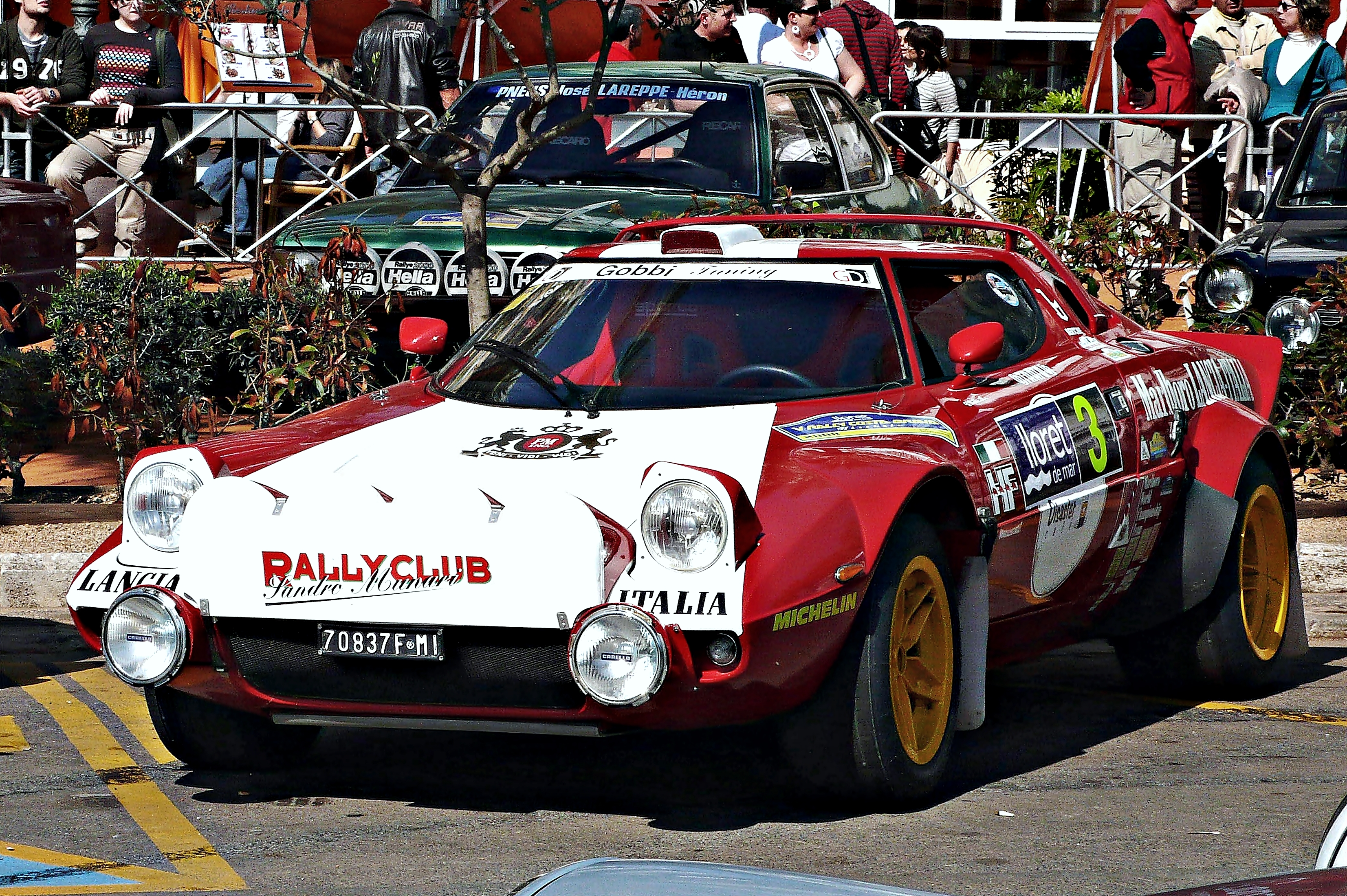
Grâce à la troisième place de Munari sur Lancia Stratos (ici lors d'une course historique), Lancia reprend la tête du championnat.

| Pos. | Marque         | Points | POR | SAF | FIN | SAN | RID | PRE | RAC | COR |
| ---- | -------------- | ------ | --- | --- | --- | --- | --- | --- | --- | --- |
| 1    | Lancia         | 74     | -   | 12  | -   | 20  | 20  | 10  | 12  |     |
| 2    | Fiat           | 63     | 20  | 1   | 12  | 15  | -   | 15  | -   |     |
| 3    | Ford           | 54     | 2   | 2   | 20  | -   | 10  | -   | 20  |     |
| 4    | Toyota         | 32     | 10  | -   | -   | -   | 12  | -   | 10  |     |
| 5    | Datsun         | 28     | 8   | 10  | -   | -   | 8   | -   | 2   |     |
| 6    | Porsche        | 27     | -   | 15  | -   | 8   | -   | 4   | -   |     |
| 7    | Saab           | 25     | -   | -   | 10  | -   | -   | -   | 15  |     |
| 8    | Opel           | 23     | -   | -   | 3   | 12  | -   | -   | 8   |     |
| 9    | Mitsubishi     | 20     | -   | 20  | -   | -   | -   | -   | -   |     |
| 9=   | Renault        | 20     | -   | -   | -   | -   | -   | 20  | -   |     |
| 11   | Alpine-Renault | 14     | 6   | -   | -   | -   | -   | 8   | -   |     |
| 12   | Volvo          | 7      | -   | -   | -   | -   | -   | 1   | 6   |     |
| 13   | BMW            | 4      | 4   | -   | -   | -   | -   | -   | -   |     |
| 13=  | Peugeot        | 4      | -   | 4   | -   | -   | -   | -   | -   |     |
| 15   | Citroën        | 3      | 3   | -   | -   | -   | -   | -   | -   |     |